# Wiktor Mardusin
Wiktor Nikołajewicz Mardusin, ros. Виктор Николаевич Мардусин (ur. 18 marca 1958 w Briańsku) – rosyjski oficer marynarki wojennej, wiceadmirał, dowódca Floty Bałtyckiej.

## Życiorys
Ukończył w 1980 Szkołę Marynarki Wojennej im. Nachimowa, w 1991 Akademię im. Kuzniecowa i w 2000 – z wyróżnieniem – Akademię Sztabu Generalnego.
W latach 1996–1998 był szefem sztabu bazy w Bałtyjsku, następnie do maja 2001 – zastępcą szefa sztabu Floty Bałtyckiej, a od maja 2001 do sierpnia 2003 – dowódcą bazy w Bałtijsku.
Od sierpnia 2003 do marca 2005 pełnił służbę jako zastępca dowódcy Floty Oceanu Spokojnego, następnie do 6 maja 2006 – jako szef sztabu Floty Czarnomorskiej i do 6 grudnia 2007 na tym samym stanowisku we Flocie Oceanu Spokojnego.
Do 8 września 2009 dowodził Flotą Bałtycką. Karierę przerwał incydent na muzealnym krążowniku „Aurora”, w wyniku którego obarczony odpowiedzialnością z tytułu nadzoru Mardusin został przeniesiony do Akademii Sztabu Generalnego na stanowisku zastępcy komendanta do spraw naukowych.
4 października 2013 został wyznaczony na zastępcę dowódcy Okręgu Zachodniego.
Admirał jest żonaty, ma córkę i syna.

## Odznaczenia i wyróżnienia
- Order „Za służbę Ojczyźnie w Siłach Zbrojnych ZSRR” III stopnia;
- Order „Za zasługi wojskowe”;
- Order „Za zasługi morskie”.